# 코넬 울리치
코넬 조지 호플리 울리치(Cornell George Hopley-Woolrich, 1903년 12월 4일 ~ 1968년 9월 25일). 미국의 소설가이다. 대표작《환상의 여인, Phantom Lady》. 전기작가 프랜시스 네빈스 주니어(Francis Nevins Jr.)는 울리치가 생존한 당시 최고의 범죄소설 작가로 대실 해미트, 얼 스탠리 가드너(Erle Stanley Gardner), 레이먼드 챈들러에 이어 울리치를 꼽았다. 윌리엄 아이리시(William Irish) 혹은 조지 호플리(George Hopley)는 그의 필명.

## 생애
- 영국, 스페인, 유태인 혈통의 부모 사이에서 태어난 그는 4~5살 무렵 부모가 이혼하면서 토목기사인 아버지를 따라 멕시코로 이주, 그곳에서 어린시절을 보냈다. 나중에 뉴욕 어퍼 웨스트 사이드(Upper West Side)로 가서 어머니와 지냈다.

- 집에서 몇 블록밖에 떨어지지 않은 컬럼비아 대학(Columbia University)에 입학, 1926년 중도에 학업을 그만두었는데, 첫 번째 소설인 《요금》(원제 Cover Charge, F. 스콧 피츠제럴드의 영향을 받았다)이 성공했기 때문이다. 곧 싸구려소설(pulp fiction)과 탐정소설(detective fiction)을 쓰기 시작했는데, 두 번째 소설인 《Children of Ritz》가 유명세를 타면서, 아무런 영화계 경력도 없는 그를 할리우드 영화사가 채용하면서 영화업계에서 일하기 위해 로스앤젤레스로 이주했다.

- L.A.에 거주하면서 영화 작가로 활동하던 1930년, 글로리아 블랙톤(Gloria Blackton, 1910 - 1965, 초기의 영화사라고 할 수 있는 Vitagraph Company를 세운 무성영화제작자 J. Stuart Blackton의 딸)과 결혼하였지만 3개월 만에 파경에 이르렀고, 훗날(1933년) 결혼은 아예 취소되었다. 부인에 의하면 울리치는 가장 친밀한 순간에도 그녀와 거리를 두었다고 한다. "그는 내게서 2피트가량 떨어져 앉은 자리에서, 결혼해주지 않겠느냐고 물었어요." 부인과 결별한 후, 뉴욕의 어머니곁으로 돌아가서(1932년), 그녀가 세상을 떠나는 1957년까지 함께 살았다. 부인에게 일기장을 남겨놓았는데, 그 일기장은 사이가 안좋았던 부인에게 복수할 생각으로, 동성애적 성향을 가진 작가의 남성편력을 담고 있었으며, 블랙톤의 자매인 매리안(Marian)이 네빈스에게 전한 바에 따르면, 지저분하고 끔찍할 정도로 세밀하게 묘사되어 있었다고 한다. 하지만 일기장이 결혼을 끝내게 한 직접적인 원인이었다는 주장도 있다. 그에 따르면 일기장이 들어있던 (그리고 자물쇠를 채운) 가방안에는 울리치가 상대를 찾아 밤거리를 배회할 때 입던 선원복도 있었다고 한다.[2]

- 자신의 수입으로 그보다 좋은 곳을 고를 수 있었음에도 뉴욕의 허름한 호텔(Marseilles hotel, Broadway and West 113th Street)에서 모친이 세상을 떠날 때까지 그녀와 함께 살았다. 1957년 10월 6일 모친의 사후, 잠시 이모(Estelle Tarler Garcia)와 함께 뉴욕의 (역시 허름한) 호텔(Franconia hotel, 20 West 72nd Street)에서 기거한 적도 있지만, 결국 값비싼 세라톤-러셀 호텔(Sheraton-Russel hotel)을 비롯 뉴욕의 호텔들을 혼자서 전전했다.

- 말년에 건강이 안좋아 고생을 하였다. 아마도 젊어서부터 지나친 흡연과 음주를 하였기 때문으로 보인다. 1965년에는 백내장으로 수술. 그의 소설의 등장인물들이 사고를 당하거나 다쳐서 다리를 못쓰게 되거나 불구가 되는 일이 자주 있는데, 바로 자신이 다리와 관련된 비극을 겪게 된다. 1967년 맞지 않는 신발을 억지로 신고 다니다가 발에 괴저현상이 왔는데, 치료는커녕 인사불성이 되도록 술을 마시면서 고통을 참다가, 결국 의사를 찾았을 때에는 너무 늦어버려서 무릎 위까지 절단해야만 했다. 가끔 론 굴랏(Ron Goulart)같은 젊은 숭배자들과의 교제로 사회적 교류를 유지하였지만, 말년의 그는 더욱 폐쇄적이 되어 버려서 1968년 트뤼포 감독이 만든 본인 작품의 시사회가 뉴욕시에서 열렸을 때조차도 참석하지 않았다. 다리 수술을 받고 얼마 지나지 않은 1968년 9월 25일 한 차례 발작이 왔고 그것이 마지막이 되었다. 사망 당시 몸무게는 40 kg였고 유해는 뉴욕주 하츠데일(Hartsdale)의 페른클리프(Ferncliff) 묘지에 안장되었다. 당시 시가 약 85만불 정도인 자산을 모교에 남겨서 어머니를 기념하는 장학금(컬럼비아 대학 저널리즘 전공)에 쓰도록 하였다.

- 부끄러움을 많이 탔고, 건방진 성격의 소유자였기 때문에 (그나마 거의 가지도 않았지만) 파티에서 그의 작품을 칭찬하는 사람을 만나도 무례하게 물리칠 정도였다. 당연히 지인이라고는 손꼽을 정도밖에 없어서 작품을 누군가에게 헌정하는 일이라고는 없었으며, 있다고 해도, 자신이 쓰던 레밍턴 휴대용 타자기(《흑의의 신부》)나, 자신이 싫어한 호텔방(《환상의 여인》)정도였다. 자신의 나이를 세살, 때때로 일곱살까지 속이기도 했고, 결코 스스로 나서서 어린 시절이나 그외 사적인 생활에 대해 이야기하는 법이 없었다. 기회만 되면 자신을 나타내는 문서에서 자신의 정보에 대해 속이려고 하였다.[3]

## 작품
1940년부터 1948년까지 쓰여진 것들이 가장 우수한 작품들로 여겨진다. 이 시기가 되어서야 F. 스콧 피츠제럴드의 영향을 받은 초창기 작품과는 뚜렷이 구별되는 독자적인 범죄소설들을 써낼 수 있었다. 현재 대부분의 작품들이 절판되었고, 새로운 판은 저작권 문제로 출간이 늦어지고 있다. 새로운 단편집들이 1990년대 초에 출간되었다. 그가 남긴 미완성의 소설이 《오늘밤 뉴욕 어딘가에서 Tonight, Somewhere in New York》이라는 제목으로 출판되기도 하였다. 울리치는 자신의 동성애 성향을 철저하게 비밀에 붙였으며, 작품에서도 어떤 식으로든 모호한 흔적조차 남기지 않았다. 이러한 작가의 양면성과 격동하는 감정이 독특한 주제의식에 큰 영향을 미쳤을 것이라는 짐작이 가능하다. 예컨대 사랑은 행복의 요소인 동시에 죽음과 파괴를 가져오는 것으로 작용하고(《흑의의 신부》,《환상의 여인》), 가족이라는 울타리를 통해 안전을 찾으려는 노력이 도리어 위험을 초래한다(《죽은 자와의 결혼》).

#### 영화
《It Had to be Murder》(1942)를 원작으로 앨프리드 히치콕이 1954년 영화〈이창〉(Rear Window)을 만들었다. 프랑수아 트뤼포가 《흑의의 신부》(The Bride Wore Black)를 1968년에, 《Waltz into Darkness》(영화명, Mississippi Mermaid)를 1969년에, 각각 영화화하였다.

#### 주인공
그의 작품에는 레이먼드 챈들러의 필립 말로우같은 사설탐정이 등장하지 않는다. 보통의 일상적인 사람들이 주인공으로 등장할 뿐, 지속적인 캐릭터를 만들어내지도 않았다. 제목에 'Black'이라는 단어가 많이 들어가 있다는 사실 외에는 어떤 상호연관이나 시리즈물도 없이, 작품 모두가 독립된 작품(stand-alone)들이기 때문에 더욱 읽는 이로 하여금 이야기의 종결에 대하여 궁금증과 서스펜스를 느끼도록 만든다. 굳이 공통적인 요소를 든다면, 언제라도 운명의 칼날이 주인공의 목을 향해 떨어질 수도 있다는 상황의 공통성 정도.

#### 개성
- 그의 소설에서 경찰이나 탐정이 하는 역할은 전통적인 것과는 거리가 멀다. 《The Bride Wore Black》, 《환상의 여인》, 《I Married a Dead Man》, 《Nightmare》, 《Black Angel》등에서 보는 것처럼, 그들이 하는 일이라고는 주인공에게 도움을 주기는커녕 노력을 방해하거나 마지막에 가서야 (원래 그들이 했어야 할 일을) 주인공이 대신한 것에 대해서 축하해주는 일 정도밖에 없다.
- 울리치는 탐정에게 그들의 역할을 축소시켰을 뿐만 아니라, 영웅과 그들의 노력에 대한 대중적 관념에 도전하였다. 영웅이 악당으로 몰리거나, 그 행동이 범죄처럼 취급되어 탈선함으로써 표준적인 탐정소설의 가치체계가 붕괴된다.
- 챈들러는 그 자신도 《거대한 잠》에서 운전수를 죽인 범인이 누구인지 모른다고 할 정도로, 하드보일드 작품에서는 누가 범인일까가 중요한 문제가 아니게 되었다. 울리치는 더 나아가, 전통적인 범죄소설의 추론을 완전히 벗어던지고, 파리(주인공)를 감싸고 있는 거미줄을 보여주는 것에 중점을 두었다. 거미줄의 거미, 즉 범인은 친한 친구일 수도(《환상의 여인》) 있고, 비참한 신세의 여인(《흑의의 신부》)일 수도 있다, 아니면 운명? 그도 아니면 단순한 기회?

#### 문체
일본의 소설가 무라카미 하루키가 챈들러의 작품으로부터 문체의 영향을 많이 받았다는 것은 잘 알려져 있는 사실이지만, 문체에 있어서는 같은 하드보일드 소설군에 속하는 작가로서 울리치역시 높은 평가를 받고 있다. 그의 작품을 좋아하는 사람들은 한결같이 그 문체의 독특한 아름다움을 지적하고 있다. 그의 작품의 장점으로 치밀한 논리적 구성, 등장인물들을 밀어붙이는 압도적 상황, 도시적인 우수와 슬픔을 던져주는 분위기 등 여러가지를 꼽을 수 있겠지만 무엇보다 이 모든 것이 그 문체에 자연스레 녹아들어가 있다. 시장이 어느 정도 형성된 미국의 장르문학분야에서 한 대가의 문체를 적당히 흉내내는 작가들의 존재는 낯선 일이 아니어서 빼어난 문체를 모방하려는 후배 작가들이 있음직한데도 그 독특한 솜씨를 자기 것으로 소화하는 데 성공한 사람은 없다.
국내 작가로서 장르문학이 아닌 순수문학이긴 하지만 김승옥의 작품들이 기교에서 울리치의 문체를 연상시킨다 (특히, 《무진기행》(1964년), 《1964년 겨울》(1966년)).

#### 블랙시리즈
그의 본명으로 책이 출간되기 시작한 것은 1940년대의 일인데, 대체로 Black이라는 단어가 들어간 제목을 가진 것들이 많다. 비공식적으로 블랙시리즈라고 불린다. 《The Bride Wore Black》, 《The Black Curtain》, 《Black Alibi》, 《The Black Angel》, 《The Black Path of Fear》, 《Waltz into Darkness》, 《Rendezvous in Black》.

#### 목록
괄호안에 이름이 기재된 것은 그 필명으로 발간된 것이다.
| - 《Cover Charge》 (1926) - 《Children of the Ritz》 (1927) - 《Times Square》 (1929) - 《A Young Man's Heart》 (1930) - 《The Time of Her Life》 (1931) - 《Manhattan Love Song》 (1932) - 《The Bride Wore Black》 (1940) - 《The Black Curtain》 (1941) - 《Marihuana》 (1941, William Irish) - 《Black Alibi》 (1942) - 《Phantom Lady》 (1942, William Irish) - 《The Black Angel》 (1943) - 《The Black Path of Fear》 (1944) - 《After Dinner Story》 (1944, William Irish) | - 《Deadline at Dawn》 (1944, William Irish) - 《Night Has a Thousand Eyes》 (1945, George Hopley) - 《Waltz into Darkness》 (1947, William Irish) - 《Rendezvous in Black》 (1948) - 《I Married a Dead Man》 (1948, William Irish) - 《Savage Bride》 (1950) - 《Fright》 (1950, George Hopley) - 《You'll Never See Me Again》 (1951) - 《Strangler's Serenade》 (1951, William Irish) - 《Hotel Room》 (1958) - 《Death is My Dancing Partner》 (1959) - 《The Doom Stone》 (1960) - 《Into the Night》(1987, 미완의 원고를 Lawrence Block이 완성하였다) |

#### 국내
- 《검은 옷을 입은 신부》 (페이퍼하우스, 홍연미 역, 2010년, 원제 The Bride Wore Black)
- 《상복의 랑데부》 (동서미스터리북스 54, 김종휘 역, 2004년, 원제 Rendezvous in Black)
- 《밤 그리고 두려움 1》 (시공사, 하현길 역, 2005년, 원제 )
- 《밤 그리고 두려움 2》 (시공사, 하현길 역, 2005년)
- 《환상의 여인》 (해문출판사, 최운권 역, 2001년/ 동서미스터리북스, 양병탁 역 2003년, 원제 Phantom Lady)
- 《죽은 자와의 결혼》 (해문출판사, 김석환 역, 2002년, 원제 I Married a Dead Man)

## 영화
괄호안은 원작
| - 《Fall Guy》 (1947) (Cocaine) - 《The Guilty》 (1947) (He Looked Like Murder) - 《Fear in the Night》 (1948) (Nightmare) - 《The Return of the Whistler》 (1948) - 《I Wouldn't Be in Your Shoes》 (1948) - 《Night Has a Thousand Eyes》 (1948) - 《The Window》 (1949) (The Boy Who Cried Murder) - 《No Man of Her Own》 (1950) (I Married a Dead Man) - 《Rear Window》 (1954) (It Had to Be Murder) 앨프리드 히치콕 감독 - 《Nightmare》 (1956) (1956) | - 《Mississippi Mermaid》 (Waltz Into Darkness) 프랑수아 트뤼포감독 (1969) - 《The Bride Wore Black》 프랑수아 트뤼포감독(1968) - 《Seven Blood-Stained Orchids》 (1972) (Rendezvous in Black) - 《Union City》 (1980) (The Corpse Next Door) - 《I Married a Shadow》 (1983) (I Married a Dead Man) - 《Cloak & Dagger》 (1984) (The Boy Who Cried Murder) - 《여자가 두 번 화장할 때》 (1984) (I Married a Dead Man) - 《사랑한다면 이들처럼(Mrs.Winterbourne)》 (1996) (I Married a Dead Man) - 《Original Sin》 (2001) (Waltz Into Darkness) - 《Four O'Clock》 (2006 ) (Three O'Clock) |

## 저작권 다툼

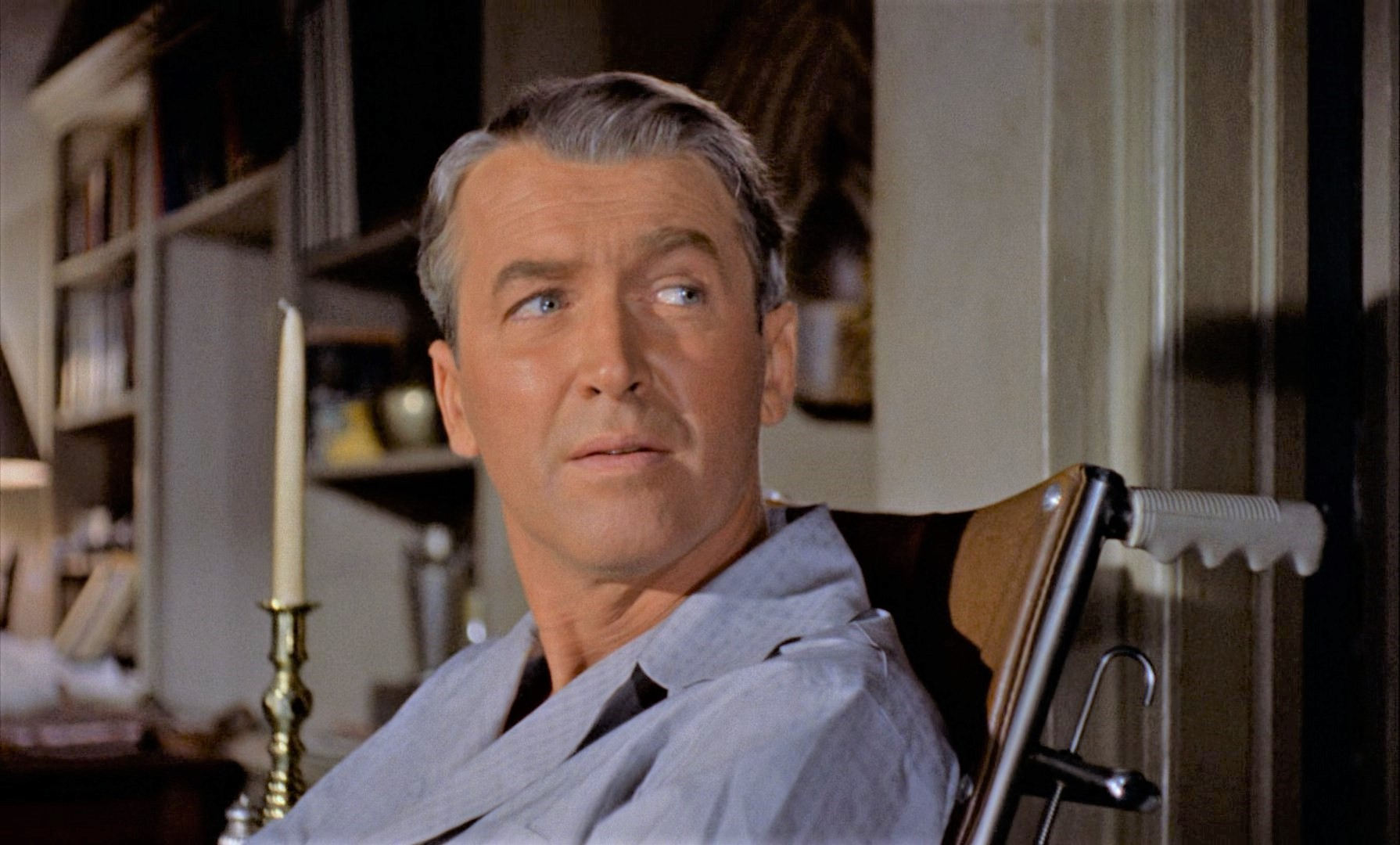
영화 〈이창〉, 제임스 스튜어트

- 영화 〈이창〉(1954)이 울리치의 원작을 사용하면서 저작권을 침해했으므로 저작권자에게 (영화 수입의 일정금액을)배상하라고 미국 대법원(United States Supreme Court)이 판결하였다 (Stewart v. Abend 사건, 1990년). 저작권자는 1972년 단 650달러에 권리를 사들였지만, 당시 영화사가 벌어들인 수입은 천이백만 달러에 이르렀다.[5]

- 2008년 9월 스티븐 스필버그 감독의 〈디스터비아〉(Disturbia, 2007년)가 히치콕 감독의 〈이창〉(Rear Window)의 스토리를 표절했다는 이유로 피소됐다. 뉴욕 맨해튼 연방법원에 접수된 소장은 〈디스터비아〉가 울리치의 단편 《Murder from a Fixed Viewpoint (=It Had to be Murder)》을 무단으로 도용하는 등 저작권을 침해했다고 주장했다. 샤이아 러보프가 주연한 〈디스터비아〉는 가택연금된 소년이 이웃 남자를 연쇄살인범으로 의심한다는 줄거리다.[6]

## 같이 보기
- 필름 누아르
- 하드보일드